# Lepidochitona caverna
Lepidochitona caverna är en blötdjursart som beskrevs av Eernisse 1986. Lepidochitona caverna ingår i släktet Lepidochitona och familjen Ischnochitonidae.
Artens utbredningsområde är Kalifornien. Inga underarter finns listade i Catalogue of Life.